# Donja Budriga
Donja Budriga (en serbocroata: Donja Budriga / Доња Будрига) o Budrikë e Poshtme (en albanés: Budrikë e Poshtme) es un pueblo en el municipio de Parteš del distrito de Gnjilane de Kosovo. Donja Budriga es uno de los enclaves serbios en Kosovo. 

## Geografía
Donja Budriga se encuentra a unos 6 km al suroeste de la ciudad de Gnjilane.

## Demografía
La evolución demográfica de Donja Budriga entre 1948 y 2011 fue la siguiente:
| 617                                                 | 689 | 801 | 983 | 1018 | 1178 | 335 |
| (Fuente: Population of Kosovo since Yugoslav times) |     |     |     |      |      |     |

Según el censo de 2011 (boicoteado parcialmente por los serbios), los serbios representaban el 99,98% de la población (334 personas).

## Infraestructura

### Arquitectura, monumentos y lugares de interés
En la cima de una colina llamada Glavičica se encuentran las ruinas de una antigua iglesia ortodoxa.